# Batalla de Dunbar
La batalla de Dunbar (1296) fue la primera gran batalla librada entre los escoceses y los ingleses, tras ser invadida Escocia por Eduardo I. El rey de Inglaterra decidió invadir Escocia como castigo a Juan de Balliol por sus recientes acuerdos con Francia, enemiga de los ingleses.[cita requerida]

## Antecedentes
Cuando Alejandro III fue proclamado rey de Escocia en 1270, el reino escocés vivió una época de paz y prosperidad. Tras su muerte en el año 1286, su nieta Margarita “la dama de Noruega” heredó el trono escocés, y fue justo la oportunidad que Eduardo I de Inglaterra aprovechó para intentar casar a su hijo Eduardo II con Margarita y así anexionar los reinos. Antes de casarse en 1290, Margarita muere y comienzan las tensiones entre los dos linajes más importantes de la aristocracia escocesa (los Balliol y los Bruce). Hubo continuas disputas entre las dos familias hasta que Juan de Balliol consiguió llegar al trono escocés con la ayuda de Eduardo I. A partir de este momento Escocia estuvo a disposición y servicio de Inglaterra. 
En 1295 Escocia firma un pacto con Francia, y le niega su ejército a Inglaterra para combatir contra los franceses. A causa de esto, Eduardo I decide invadir Escocia por la fuerza. El ejército inglés (formado por 25.000-30.000 infantes y 5.000 jinetes) apenas tuvo problemas con las tropas escocesas, saqueando Berwick, masacrando a 7.500 de sus 11.000 a 16.000 habitantes y tuvo que afrontar su primera batalla seria de la invasión en Dunbar.

## La batalla
Tras el encuentro de los dos bandos en Dunbar, ambos se preparan para la batalla. Los ingleses dejaron la mayoría de las tropas en el castillo de Dunbar y con una parte de los soldados se fueron a combatir con los escoceses al mando del Conde de Surrey. Para llegar hasta ellos, los ingleses tenían que atravesar un barranco cuyas laderas escarpadas habían sido incendiadas. Los ingleses superaron el problema sin dificultades, aunque tuvieron que romper las filas para traspasarlo. Por su parte, los escoceses pensaron que los ingleses rompiendo las filas intentaban huir y que serían un enemigo débil si lo atacaban en ese mismo instante. Llevados por sus ansias de guerra, los escoceses cometieron un grave error porque cuando llegaron a donde se hallaban los ingleses, éstos ya estaban agrupados en filas. Los ingleses no mostraron piedad por su parte y aplastaron al enemigo. Los escoceses, llegado ese momento, intentaron huir, y los pocos que los consiguieron acabaron escondiéndose en el bosque de Selkirt. Al final de la batalla, en el recuento de las bajas, se descubrió la arrolladora victoria de los ingleses, que dejaron unos 10 000 cadáveres escoceses.

## Secuelas
Después de la batalla, el rey Eduardo continuó con la invasión y con la búsqueda de Juan de Balliol. Inglaterra se hizo con el absoluto control de Escocia. En 1297 las esperanzas de Escocia para recuperar su reino crecerían con el guerrero William Wallace. William consiguió formar un ejército en muy poco tiempo e hizo frente al poderoso ejército inglés en la batalla del puente de Stirling, que sorprendentemente ganó. Desde ese momento se le reconoció como Guardián de Escocia. En 1298 el rey, atemorizado, mandó otro ejército para vencer a Wallace y lo consiguió. William pasó unos cuantos años en el extranjero, y al volver fue capturado por los ingleses y condenado a pena de muerte por alta traición. El cuerpo de William Wallace fue descuartizado y sus partes se distribuyeron por las ciudades más prestigiosas de Escocia.